# Гоцук Кирило Вадимович
Кирило Вадимович Гоцук (рос. Кирилл Вадимович Гоцук, нар. 10 вересня 1992, Єлець, Росія) — російський футболіст, центральний захисник клуб «Парі Нижній Новгород».

## Ігрова кар'єра
Займатися футболом Кирило Гоцук почав у рідному місті Єлець, де грав за місцевий клуб «Авангард» на аматорському рівні. На професійному рівні Гоцук дебютував у 2012 році у складі «Металурга» з Липецька. У клубі футболіст провів чотири сезони. Плтім був ще один сезон у ярославському «Шиннику».
Влітку 2017 року Гоцук підписав контракт з клубом РПЛ «Крила Рад». Та вже у січні 2018 року він відправився в оренду у курський «Авангард». І влітку 2018 року з цим клубом Гоцук дістався до фіналу національного кубка.
Після повернення у «Крила Рад», футболіст провів в команді лише 18 матчів і влітку 2020 року як вільний агент приєднався до клубу «Парі Нижній Новгород», з яким у першому ж сезоні виборов підвищення в класі, посівши третє місце у ФНЛ.

## Досягнення
Авангард (Курськ)
- Фіналіст Кубка Росії: 2017/18

Парі Нижній Новгород
- Бронзовий призер ФНЛ: 2020/21

## Особисте життя
Кирило Гоцук є випускником Єлецького державного університету ім. І.А. Буніна.